# Villa Escalante
Villa Escalante är en kommunhuvudort i Mexiko.   Den ligger i kommunen Salvador Escalante och delstaten Michoacán de Ocampo, i den södra delen av landet, 260 km väster om huvudstaden Mexico City. Villa Escalante ligger 2 232 meter över havet och antalet invånare är 12 275.
Terrängen runt Villa Escalante är kuperad. Runt Villa Escalante är det ganska tätbefolkat, med 78 invånare per kvadratkilometer. Närmaste större samhälle är Pátzcuaro, 12,7 km norr om Villa Escalante. I omgivningarna runt Villa Escalante växer huvudsakligen savannskog.